# Amidou
Hamidou Benmessaoud (variantes : Ben Messaoud, Benmassoud, Ben Massoud), dit Amidou, est un acteur franco-marocain né le 2 août 1935 à Rabat et mort le 19 septembre 2013 à Clichy.

## Biographie
Amidou arrive en France à l'âge de 17 ans et est reçu au Conservatoire national supérieur d'art dramatique : il est le premier acteur marocain à y obtenir un prix d'interprétation. En 1960, il fait ses premiers pas au cinéma dans Le Propre de l'homme, le premier film de Claude Lelouch. Il devient ensuite un acteur fétiche de ce réalisateur, avec qui il tourne onze films : il tient le rôle principal masculin dans La Vie, l'Amour, la Mort et joue des seconds rôles d'importance variable dans Un homme et une femme, Vivre pour vivre, Le Voyou, La Belle Histoire ou encore And Now... Ladies and Gentlemen. Au théâtre, il travaille à l'Odéon au sein de la compagnie de Madeleine Renaud et Jean-Louis Barrault : il tient l'un des rôles principaux dans Les Paravents de Jean Genet, lors de la création de la pièce à l'Odéon sur une mise en scène de Roger Blin.
Il a aussi tourné avec de nombreux autres réalisateurs de renom dont Alain Cavalier dans La Chamade, Philippe de Broca dans La Poudre d'escampette, Georges Lautner dans La Valise et dans plusieurs longs métrages d'Alexandre Arcady dont L'Union sacrée, Le Grand Pardon 2 et Comme les cinq doigts de la main. Il est l'un des tout premiers acteurs maghrébins à connaître une certaine notoriété dans le cinéma français ; on le surnommait parfois « le Belmondo marocain ».
Dans les années 1980, il fait aussi une apparition en « invité vedette » dans le clip vidéo de Gérard Blanc Une autre histoire, où il prend les traits, tour à tour, d'un douanier marocain puis d'un magnat séducteur en compagnie d'Annie Pujol.
Parlant aussi anglais, il est apparu dans divers films américains, avec William Friedkin (Le Convoi de la peur, L’Enfer du devoir), Otto Preminger dans Rosebud, John Huston dans À nous la victoire, John Frankenheimer dans Ronin, Tony Scott dans Spy Game, jeu d'espions.
Il a par ailleurs tourné pour la télévision. Son dernier rôle important pour le petit écran est celui du père d'Aïcha Bouamazha dans le téléfilm Aïcha et ses suites, réalisés de 2008 à 2011 par Yamina Benguigui.
Le 19 septembre 2013, il meurt à l'âge de 78 ans à l'hôpital parisien Beaujon après une hospitalisation d'environ deux mois.
Il est le père de l'actrice Souad Amidou, née en 1959.

## Filmographie

### Cinéma
- 1960 : Le Propre de l'homme de Claude Lelouch
- 1963 : Le Thé à la menthe de Pierre Kafian (court-métrage)
- 1964 : Une fille et des fusils de Claude Lelouch : Amidou
- 1965 : Les Grands Moments de Claude Lelouch
- 1966 : Un homme et une femme de Claude Lelouch
- 1966 : Brigade antigangs de Bernard Borderie : Nez Cassé
- 1966 : Vivre pour vivre de Claude Lelouch : un photographe
- 1967 : Fleur d'oseille de Georges Lautner : Francis
- 1968 : La Fille d'en face de Jean-Daniel Simon
- 1968 : La Chamade d'Alain Cavalier : Étienne
- 1968 : La Vie, l'Amour, la Mort de Claude Lelouch
- 1969 : Soleil de printemps de Latif Lahlou
- 1970 : Le Voyou de Claude Lelouch : Bill
- 1970 : Comptes à rebours de Roger Pigaut
- 1970 : La Promesse de l'aube (Promise at Dawn) de Jules Dassin
- 1970 : La Poudre d'escampette de Philippe de Broca
- 1971 : Smic, Smac, Smoc de Claude Lelouch
- 1971 : What a Flash! de Jean-Michel Barjol
- 1972 : Trois milliards sans ascenseur de Roger Pigaut
- 1972 : La Punition de Pierre-Alain Jolivet
- 1973 : La Valise de Georges Lautner
- 1975 : Rosebud d'Otto Preminger
- 1977 : Le Convoi de la peur ((Sorcerer / Wages of fear) de William Friedkin
- 1981 : On m'appelle Malabar (Occhio alla penna) de Michele Lupo
- 1981 : À nous la victoire (Escape to Victory) de John Huston
- 1982 : Les P'tites Têtes de Bernard Menez
- 1983 : Afghanistan pourquoi ? (أفغانستان لماذا ؟ ) de Abdellah Mesbahi
- 1985 : Adieu blaireau de Bob Decout
- 1985 : La Nuit porte-jarretelles de Virginie Thévenet
- 1986 : Champagne amer de Ridha Behi
- 1988 : Komany de Nabil Lahlou
- 1989 : L'Union sacrée de Alexandre Arcady
- 1989 : Il y a des jours... et des lunes de Claude Lelouch
- 1991 : La Belle Histoire de Claude Lelouch
- 1992 : Le Grand Pardon 2 d'Alexandre Arcady
- 1994 : Unveiled de William Cole
- 1997 : Soleil de Roger Hanin
- 1997 : Lalla Hobby de Mohamed Abderrahman Tazi
- 1998 : Marrakech Express (Hideous Kinky) de Gillies MacKinnon
- 1998 : Ronin de John Frankenheimer
- 2000 : L'Enfer du devoir (Rules of engagement) de William Friedkin
- 2001 : Spy Game, jeu d'espions ((Spy Game) de Tony Scott
- 2002 : And Now... Ladies and Gentlemen de Claude Lelouch
- 2004 : Poursuite (Moutarada) de Layla Triqui
- 2004 : Une place au soleil / Ici et là de Rachid Boutounès (court-métrage)
- 2008 : Histoire d'un lutteur Mchaouchi (Moussem lamchaoucha) de Mohamed Bensouda
- 2010 : Comme les cinq doigts de la main d'Alexandre Arcady

### Télévision
- 1962 : L'inspecteur Leclerc enquête : Les Blousons gris de Marcel Bluwal
- 1986 : Catherine de Marion Sarraut (série télévisée)
- 1990 : Sixième gauche (série télévisée)
- 1992 : Amour et Chocolat (Hot chocolate) de Josée Dayan
- 2001 : Joséphine, ange gardien : Romain et Jamila : Farid Dahoud
- 2007 : Ali Baba et les Quarante Voleurs, de Pierre Aknine
- 2009 : Aïcha de Yamina Benguigui
- 2011 : Aïcha : Job à tout prix de Yamina Benguigui
- 2011 : Aïcha : La Grande Débrouille de Yamina Benguigui
- 2012 : Aïcha : Vacances infernales de Yamina Benguigui

## Théâtre
- 1961 : Lawrence d'Arabie de Terence Rattigan, mise en scène Michel Vitold, Théâtre Sarah-Bernhardt
- 1965 : Numance de Cervantes, mise en scène Jean-Louis Barrault, Odéon-Théâtre de France
- 1966 : Les Paravents de Jean Genet, mise en scène Roger Blin, Odéon-Théâtre de France
- 1966 : Henry VI de William Shakespeare, mise en scène Jean-Louis Barrault,  Odéon-Théâtre de France

## Distinctions

### Récompenses
- 1969 : prix de l'interprétation masculine du Festival international du film de Rio de Janeiro pour le film La Vie, l'Amour, la Mort de Claude Lelouch[1].
- 2004 :
  - prix de l'interprétation masculine du Festival international du film du Caire pour le film Poursuite de Leïla Triqui[5] ;
  - prix de l'interprétation masculine du Festival du court métrage méditerranéen de Tanger pour le film Une place au soleil de Rachid Boutounes[6].
- 2005 : trophée en son honneur reçu des mains de Martin Scorsese lors de la cérémonie d'ouverture du Festival international du film de Marrakech[2].